# Mi prima Ciela
Moja rođakinja Ciela (špa. Mi prima Ciela) jedna je od najuspješnijih venezuelanskih telenovela. Glavne uloge tumače Mónica Spear i Manuel Sosa, kojima je ovo ujedno i prva protagonistička uloga. Nastala prema priči Pilar Romero, telenovela je emitirana tijekom 2007. godine na kanalu RCTV Internacional.

## Sinopsis
Graciela, od milja zvana Ciela, mlada je djevojka pred maturom koja sa svojim rođakinjama, Maite i Silvijom, čini nerazdvojni trio. Odrasle u zajedničkom obiteljskom okruženju, tri rođakinje odgojene su poput sestara. Premda su bliske, svaku od njih karakteriziraju različite osobine. Sve tri upoznat će sudbonosne ljubavi, no isto tako morat će pretrpjeti jedne od najtežih trenutaka u svojim životima.
Silvia će, nakon niza romantičnih i tajnih sastanaka s Rafaelom, biti prva koja će upoznati strast skrivene ljubavi i čarobno iskustvo majčinstva. Ali kada na vidjelo iziđe njezina trudnoća i veza s Rafaelom, bit će odbijena od vlastite majke, a problemi će tek uslijediti.
S druge strane, Maite, najstarija od tri rođakinje, u konstantnom je sukobu s majkom koja sanja da njezina kći postane doktorica. No Maitein san je potpuno drukčiji. U želji da postane vrhunska pijanistica, upisuje uglednu glazbenu školu, gdje će upoznati i ljubav svoga života – Abela. Iako će s njim proživjeti sretne trenutke, njihova veza zadat će joj mnoge probleme ispunjene lažima, maltretiranjem i patnjom.
U Gracielin život ljubav će ući kada upozna Davida, mladog, simpatičnog lažljivca i muljatora, čija će karizma osvojiti njezino srce. Kada se susretnu, bit će to ljubav na prvi pogled koja će ostaviti neizbrisive tragove u njihovim životima. 
Sreću triju rođakinja iznenada će narušiti vijest da Graciela, najmlađa od njih, boluje od smrtonosnog oblika leukemije. 
Situacija će postati još kritičnija kada Graciela ostane trudna s Davidom, i time u opasnost dovede ne samo svoj život, nego i život svoga djeteta ...

## Uloge

### Protagonisti
| Glumac/glumica | Lik                                         |
| -------------- | ------------------------------------------- |
| Mónica Spear   | Graciela Andreína Zambrano Ávila (La Ciela) |
| Manuel Sosa    | David Espinoza Urdaneta (El Vido)           |

| Glumac/glumica       | Lik                            |
| -------------------- | ------------------------------ |
| Flávia Gleske        | Maite Esperanza Muńoz Ávila    |
| Jerónimo Gil         | Abel Méndez                    |
| Raquel Yánez         | Silvia Constanza Toscani Ávila |
| Guillermo Pérez      | Rafael Rengifo                 |
| Amanda Gutiérrez     | Ileana Ávila ex de Muñoz       |
| Daniel Alvarado      | Alberto Zambrano               |
| Flor Núñez           | Gimena Ávila de Zambrano       |
| Nacho Huett          | Cristóbal Acosta               |
| Margarita Hernández  | Arminda Ávila viuda de Toscani |
| Adita Riera          | Sor Esperanza Ávila            |
| Betty Ruth           | Aurelia de Muñoz               |
| Loly Sánchez         | Azucena de Méndez              |
| Leopoldo Regnault    | Flavio Méndez                  |
| Claudia Moreno       | Fernanda Rendiles              |
| Alejandro Otero      | Darío                          |
| Belen Marrero        | Bernarda Urdaneta              |
| Adolfo Cubas         | Esteban Espinoza               |
| Elena Toledo         | Rocio Tejera                   |
| Jesús Cervó          | Héctor Bermúdez                |
| Francis Rueda        | Tirsa Borges                   |
| Jorge Palacios       | Roberto Tejera                 |
| Gustavo Rodríguez    | Federico Muńoz                 |
| Juan Carlos Martínez | Marco Antonio Moreno           |

### Ostale uloge
| Glumac/glumica       | Lik                    |
| -------------------- | ---------------------- |
| Crisbel Henriquez    | Nancy Ruiz             |
| Javier Vidal         | Ignacio Salvador Silva |
| José Mantilla        | Doktor Chacín          |
| Aracelli Prieto      | Camila de Acosta       |
| Enrique Izquierdo    | Ramón Costa            |
| Ana Gabriela Barboza | Aleida                 |
| Gabriela Santeliz    | Nadji Brito            |
| Estefanía López      | Julia Estevez          |
| Mauricio Gómez       | Chicharon              |
| Mauro Boccia         | Zeus                   |
| Claudia La Gatta     | Ruth Berroterán        |
| Mayra Africano       | Tibisay                |
| Angela Hernández     | Melania Medina         |
| Aroldo Betancourt    | Augusto Payares        |
| Bismarck Garcia      | Inspektor Granados     |
| Rina Hernández       | Morella                |

## Zanimljivosti
- Telenovela je nastala prema priči Pilar Romero, kao remake njezinih dviju telenovela : „Elizabeth“ (1980.) i „Maite“ (1981.).
- Originalnu ideju za telenovelu autorica je dobila prema životu djevojke koja je '70-ih godina živjela u Venezueli i bolovala od neizlječivog oblika leukemije. Pohađala je istu školu kao i junakinja telenovele, te, baš kao i Ciela, svoje misli i osjećaje bilježila u dnevnik.
- Slična tematika kao u telenoveli viđena je i u filmovima poput „A walk to remember“ i „Autumn in New York“, a jedan od prvih koji ju je primijenio bio je Erich Segal u svojoj „Love story“ (1970.) koja je rasplakala milijune čitatelja.

- „Mi prima Ciela“ smatra se, zajedno s „La mujer de Judas“, najuspješnijom telenovelom RCTV produkcije u posljednjih 10 godina. Tokom svoga emitiranja održavala je gledanost s oko 56,8 % sharea, dok je posljednja epizoda ostvarila čak 68,8 % sharea.
- Emitiranje telenovele u matičnoj zemlji trajalo je od 2. svibnja 2007. do 17. prosinca iste godine, od ponedjeljka do subote u večernjem terminu od 21 h.
- 27. svibnja 2007., nakon nepunih mjesec dana emitiranja u Venezueli, RCTV kanal je oduzimanjem koncesije izgubio otvoreni signal. Kao posljedica toga, bilo je zaustavljeno i emitiranje telenovele, sve do 16. srpnja kada je RCTV nastavio emitiranje u sklopu kabelske televizije.
- U međuvremenu, u Caracasu održavani su razni eventi koji su okupljali brojne poklonike telenovele, zajedno s glumačkom ekipom i izvođačem naslovne pjesme – Hany Kauamom.
- Naslovna pjesma „Es tú amor“ koju je otpjevao venezuelanski pjevač Hany Kauam, postala je hit u vrijeme emitiranja telenovele, a mnogi ju na jedan način smatraju „zaštitnim znakom“ RCTV-a i borbe za slobodu govora.
- Internacionalna verzija broji ukupno 157 epizoda, dok se verzija emitirana u Venezueli sastoji od 152 epizode. Razlog tome je što u nacionalnoj verziji velik broj epizoda je trajanja čak preko sat vremena. U internacionalnoj verziji mnoge scene su izbačene ili skraćene.
- Crkva pred kojom je snimljen prvi susret glavnih junaka je San Pedro,a nalazi u području Valle Abajo (dio Caracasa).
- Slogan pod kojim se reklamirala telenovela glasio je : La vida puede ser muy corta. ¡Vívela intensamente! (Život može biti vrlo kratak. Živi punim plućima!)
- Tijekom emitiranja u Venezueli nagađalo se da romansa između glavnih junaka prelazi i iza kamera, što je navodno bio pravi razlog njihovoj kemiji na malim ekranima. Oboje su opovrgnuli tu tvrdnju, a Mónica Spear se nedugo nakon završetka snimanja udala za Thomasa Berryja s kojim trenutno ima jedno dijete. Ipak, neposredno prije snimanja njihove druge zajedničke telenovele „Calle luna, Calle sol“, Manuel Sosa nije se libio priznati da je tokom snimanja „Mi prima Ciela“ bio zaljubljen u Mónicu.
- Nakon završetka „Mi prima Ciela“, Mónica Spear i Manuel Sosa spojili su se ponovno kao protagonistički par 2009. godine u telenoveli „Calle luna, Calle sol“ (Razdvojeni svjetovi).
- Zajedno su glumili i u 3. zajedničkoj telenoveli, „La mujer perfecta“ Leonarda Padróna (Amantes de luna llena), no ovaj put nisu tumačili par.
- Flávia Gleske (Maite) i Jerónimo Gil (Abel) zajedno su bili i u privatnom životu nekoliko godina, te imaju jedno dijete. Upoznali su se upravo na snimanju „Mi prima Ciela“.
- Mónica Spear (Ciela) pobijedila je 2004. godine na izboru za Miss Venezuele te je predstavljala svoju zemlju na Miss Universe 2005. u Bangkoku (Tajland).

- 2008./09. godine Grci su snimili svoju verziju telenovele pod nazivom „Gia tin agapi sou“ (Za tvoju ljubav) u produkciji ANT1 kuće. Grčka verzija u većini radnje prati originalnu, prevedena je čak i naslovna pjesma u izvedbi Giorgosa Papadopoulosa, a sastoji se nešto više od 200 epizoda.
- Telenovela se u SAD-u emitirala na kanalu Telefutura. Početak emitiranja doživjela je u terminu od 17 h, a onda je naprasno prebačena u jutarnji termin od 9h, dok je na njeno mjesto ubačena repriza telenovele „La Usurpadora“. Ovo nije bio prvi slučaj da se Telefutura odnosi na taj način prema venezuelanskoj telenoveli.
- U Meksiku telenovela se emitirala na kanalu Azteca 13, no kao skraćena verzija. Emitiran je dio priče koji se odnosi na prvih 50-ak epizoda telenovele (do vjenčanja glavnih likova), ukomponiravši ih u 25 nastavaka. Time ne samo da je izbačeno više od polovice scena (čime se gubio smisao u radnji), nego nije ni obuhvaćena većina telenovele, a kraj je izmijenjen.

## Vanjske poveznice
- Službena stranica  Arhivirana inačica izvorne stranice od 28. studenoga 2006. (Wayback Machine)
- Mi prima Ciela u internetskoj bazi filmova IMDb-a
- Službeni Trailer
- Uvodna špica